# Памятник Франко (Санта-Крус-де-Тенерифе)
Ангел Победы (исп. Ángel de la Victoria) или Памятник Победе (исп. Monumento a la Victoria), широко известный как Памятник Франко (исп. Monumento a Franco),  расположен в городе Санта-Крус-де-Тенерифе (Канарские острова, Испания). Он является произведением испанского скульптора Хуана де Авалоса и посвящён испанскому диктатору Франсиско Франко.

## История и описание
Памятник Франко расположен на пересечении улиц Рамбла-де-Санта-Крус и Авенида-де-Анага.
Бронзовая скульптурная группа состоит из крылатого ангела, служащего аллегорией Dragon Rapide, самолёта, доставившего Франко с Канарских островов на материковую часть Африки, что дало толчок путчу 1936 года, положившему начало Гражданской войне в Испании, а также мужской фигуры «спасителя» (самого Франко), возвышающейся над ангелом с мечом в форме христианского креста, направленным вниз.
Эта композиция расположена в центре почти круглого пруда с максимальным диаметром в 30 метров. Задняя стена, частично ограждающая оба объекта, достигает максимальной высоты в 14 метров.
Хуан де Авалос начал работать над памятником в 1964 году, готовый памятник был представлен публике 17 марта 1966 года. Его создание обошлось приблизительно в 8,1 миллионов песет и финансировалось за счёт народных пожертвований, которые сделали около 80 000 человек. Большинство из них выделили от 1 до 5 песет. По данным Фонда Хуана де Авалоса, ныне памятник Франко оценивается в 45 миллионов евро.

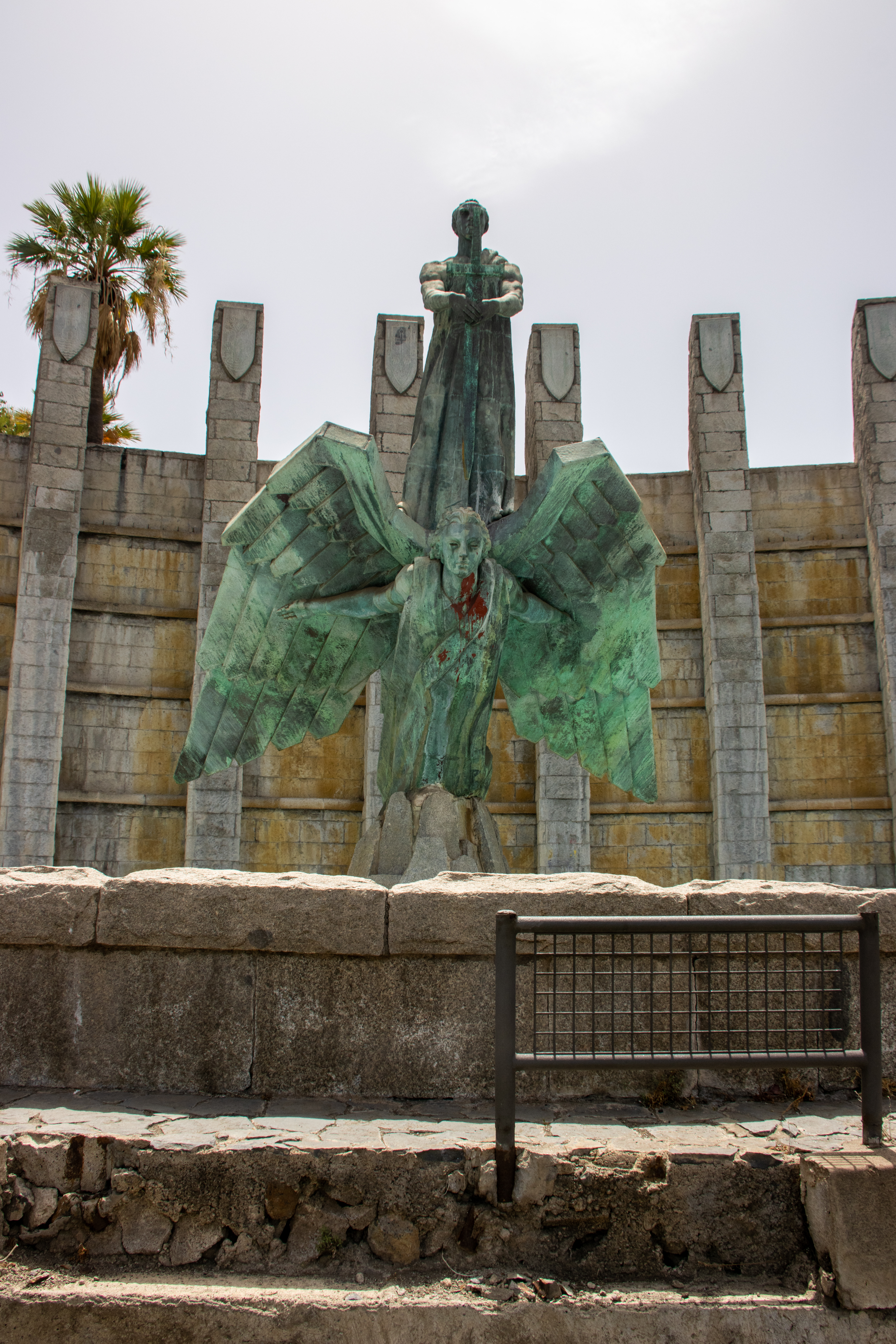
Подвергнутый вандализму памятник в 2020 году

Памятник Франко стал жертвой вандалов в ноябре 2016 года, когда его покрыли красной краской и разместили на нём граффити antifascismo («антифашизм»).  В настоящее время предпринимаются усилия по сносу памятника, основанные на соблюдении Закона об исторической памяти. В то же время проводится и кампания по его сохранению на основании его художественной и культурной ценности.